# Knut Almgren (jurist)
Knut Gustaf Edvard Almgren, född den 19 november 1838 i Stockholm, död där den 3 september 1922, var en svensk jurist. Han var son till Knut Almgren.
Almgren blev 1857 student vid Uppsala universitet, där han avlade hovrättsexamen 1861 och kameralexamen samma år. Han blev auskultant i Svea hovrättsamma år, extra ordinarie notarie samma år, vice häradshövding 1864, biträde vid fiskalsexpeditionen 1866, extra ordinarie fiskal 1867, adjungerad ledamot av hovrätten första gången 1868, ordinarie fiskal där 1873, assessor 1875 och hovrättsråd 1884. Almgren beviljades avsked 1903. Han blev riddare av Nordstjärneorden 1884 och kommendör av andra klassen av samma orden 1900.